# Nikołaj Żerdiew (hokeista)
Nikołaj Olegowicz Żerdiew (ros. Николай Олегович Жердев, ukr. Микола Олегович Жердєв – Mykoła Ołehowycz Żerdiew; ur. 5 listopada 1984 w Kijowie, Ukraińska SRR) – rosyjski hokeista pochodzenia ukraińskiego. Reprezentant Rosji.

## Kariera
- Jełemasz Elektrostal (1999-2002)
- CSKA Moskwa (2002-2003)
- Columbus Blue Jackets (2004-2006)
- CSKA Moskwa (2004-2005)
- Columbus Blue Jackets (2005-2008)
  -  Syracuse Crunch (2006)
- New York Rangers (2008-2009)
- Atłant Mytiszczi (2009-2010)
- Philadelphia Flyers (2010-2011)
- Atłant Mytiszczi (2011-2013)
- Ak Bars Kazań (2013)
- Atłant Mytiszczi (2013)
- HC Lev Praga (2013)
- Spartak Moskwa (2013)
- Siewierstal Czerepowiec (2013-2014)
- Dinamo Moskwa (2014-2015)
- HK Soczi (2015)
- Torpedo Niżny Nowogród (2015-2017)
- Dinamo Ryga (2017-2018)
- HK Tambow (2019)
- HK Riazań (2019/2020)
- Arłan Kokczetaw (2020)
- Bratislava Capitals (2021)
- HC Merano (2021-2022)
- Dynama Mińsk (2022)
- Junost' Mińsk (2022)
- HK Dynama Mołodeczno (2022-)

Wychowanek Sokiła Kijów. Pochodzi z Ukrainy, jednak karierę zawodową kontynuuje w Rosji i ten kraj reprezentuje kolejno w mistrzostwach świata juniorskich i seniorskich. Wraz z nim karierę rozpoczynał w Sokile Kijów i następnie do 2002 kontynuował w Elektrostali inny reprezentant Rosji pochodzenia ukraińskiego, jego rówieśnik Anton Babczuk. Od 2011 zawodnik Atłanta Mytiszczi (wiązała go umowa do 30 kwietnia 2014). W styczniu 2013 został zawodnikiem Ak Barsa Kazań w drodze wymiany za Aleksandra Osipowa. Jego kontrakt wygasł 30 kwietnia 2013. W czerwcu 2013 powrócił do Atłanta, po czym klub próbował zbyć prawa do niego, co nie powiodło się, w związku z czym rozwiązano z nim kontrakt z uwagi na konieczność cięcia kosztów. Od końca lipca 2013 zawodnik czeskiego klubu, HC Lev Praga, związany rocznym kontraktem. Na początku września 2013 za porozumieniem stron rozwiązał kontrakt, motywując to chęcią powrotu do Rosji na łono rodziny. 24 września 2013 został zawodnikiem Spartaka Moskwa. Po 16 meczach w jego barwach i braku gola został zwolniony w listopadzie 2013. Od 24 listopada zawodnik Siewierstali Czerepowiec. 31 stycznia 2014 kontrakt został rozwiązany. Od lipca 2014 zawodnik Dinama Moskwa. Od czerwca do listopada 2015 zawodnik HK Soczi. Od końca listopada 2015 do kwietnia 2017 zawodnik Torpedo. Od września 2017 zawodnik Dinama Ryga, w połowie listopada 2017 został zwolniony, zaś tydzień później ponownie został zawodnikiem tej drużyny na zasadzie próby. Zwolniony z Rygi na początku stycznia 2018. W sezonie 2018/2019 nie występował. W lipcu 2019 został zawodnikiem HK Tambow, a w sierpniu 2019 został zawodnikiem HK Riazań. Od sierpnia 2020 zawodnik kazachskiego Arłanu Kokczetaw. W lipcu 2021 zpstał zaangażowany przez Bratislava Capitals. Po przerwaniu działalności tego klubu w listopadzie 2021 przeszedł do włoskiego HC Merano. Odszedł stamtąd w połowie 2022. W lipcu 2022 przeszedł do białoruskiego. W sierpniu 2022 ogłoszono, że przeszedł do Junosti Mińsk. Pod koniec października 2022 został zawodnikiem HK Dynama Mołodeczno.
W barwach Rosji uczestniczył w turniejach mistrzostw świata w 2009, 2012.

## Sukcesy

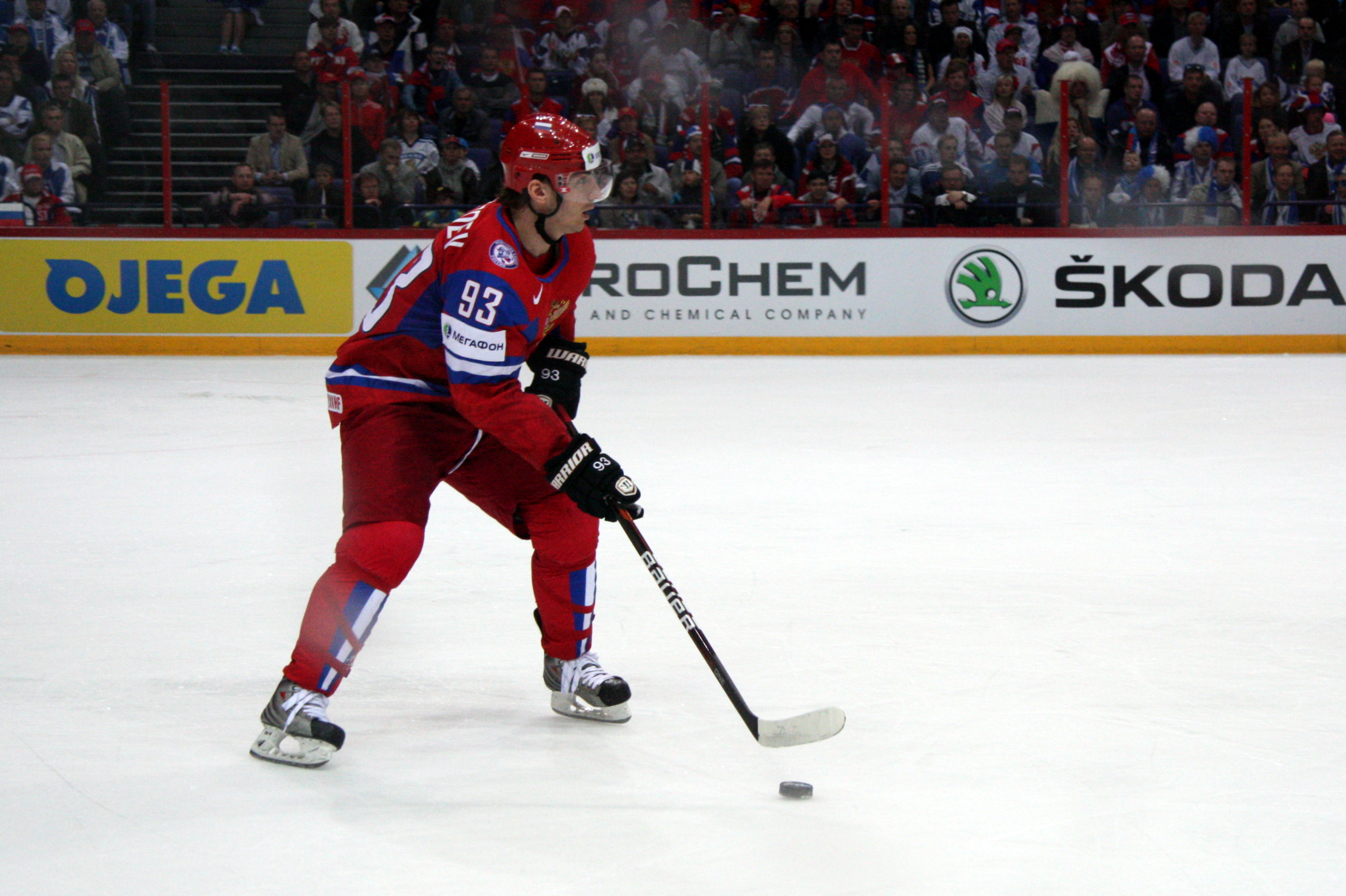
Nikołaj Żerdiew w barwach Rosji (2011)

Reprezentacyjne
- Srebrny medal mistrzostw świata juniorów do lat 18: 2002
- Złoty medal mistrzostw świata juniorów do lat 20: 2003
- Złoty medal mistrzostw świata: 2009, 2012

Indywidualne
- Mistrzostwa świata do lat 18 w 2002:
  - Skład gwiazd turnieju
  - Najlepszy napastnik turnieju
- KHL (2012/2013):
  - Mecz Gwiazd KHL (wybrany wtórnie po odejściu grupy zawodników do ligi NHL)[32]